# Veno Pilon
Veno Pilon (Aidussina, 22 settembre 1896 – Aidussina, 23 settembre 1970) è stato un pittore e fotografo sloveno.
Pittore espressionista, nacque ad Aidussina, quando questa apparteneva all'Austria-Ungheria, da padre friulano e madre slovena. Dopo gli studi superiori a Gorizia partecipò prima guerra mondiale, venendo fatto prigioniero dai russi. Descrisse quest'esperienza nel suo libro Na robu (Sul bordo). Ritornato ad Aidussina nel 1919, iniziò a dipingere. Si trasferì poco più tardi a Parigi dove scoprì la fotografia.